# Rubus reflexus
Rubus reflexus är en rosväxtart som beskrevs av Ker. Rubus reflexus ingår i släktet rubusar, och familjen rosväxter.

## Underarter
Arten delas in i följande underarter:
- R. r. hui
- R. r. lanceolobus
- R. r. macrophyllus
- R. r. orogenes
- R. r. pictus